# Achaea argilla
Achaea argilla là một loài bướm đêm thuộc họ Erebidae. Nó được tìm thấy ở nửa phía bắc của Úc, đặc biệt ở những vùng đất liền khô hơn.
Sải cánh dài khoảng 50 mm. Cánh trước có kiểu mẫu màu nâu mờ. Cánh sau màu đen có các đốm màu trắng chạy dọc theo rìa.
Ấu trùng ăn Breynia oblongifolia và Euphorbia.

## Hình ảnh

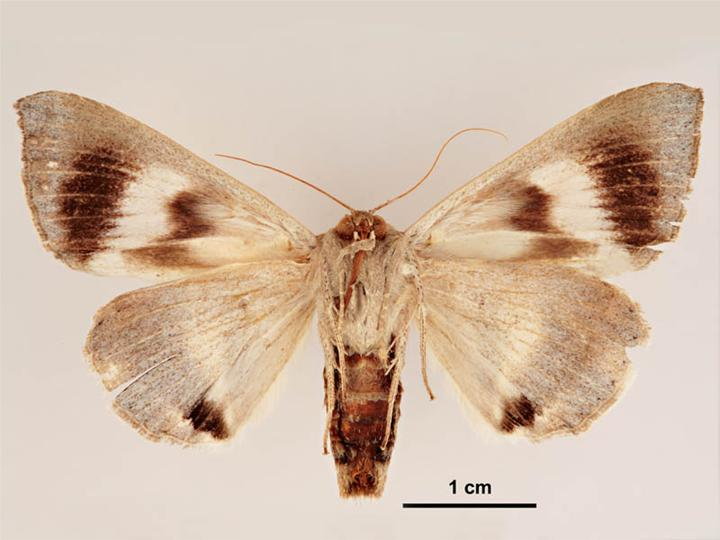
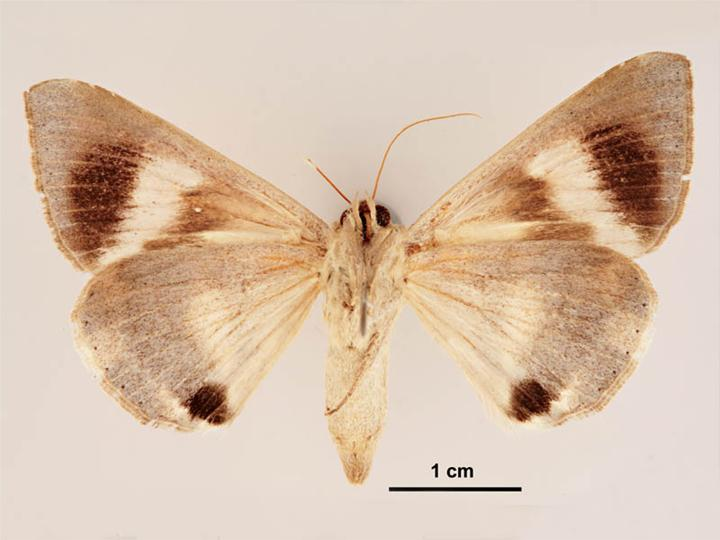